# Yoroï
Pour plus de détails, voir Fiche technique et Distribution.
Yoroï est un film français réalisé par David Tomaszewski et dont la sortie est prévue en 2025.

## Synopsis
Aurélien, musicien français, s'installe au Japon avec sa femme dans une maison traditionnelle. Il devient la proie de phénomènes surnaturels lorsqu'il y découvre une armure ancestrale[réf. nécessaire].

## Fiche technique
Sauf indication contraire, les informations mentionnées dans cette section peuvent être confirmées par les bases de données cinématographiques IMDb et Unifrance,  présentes dans la section « Liens externes ».
- Titre original : Yoroï
- Réalisation : David Tomaszewski
- Scénario : David Tomaszewski et Orelsan
- Musique : N/A
- Décors : David Bersanetti et Shinsuke Kojima
- Costumes : Emmanuelle Youchnovski
- Photographie : Antoine Sanier (de)
- Son : Maxime Emeriau
- Montage : N/A
- Production : Julien Deris et David Gauquié
- Société(s) de production : Attita, Cinéfrance Studios et France 2 Cinéma
- Société(s) de distribution : Sony Pictures Entertainment France
- Budget : 14 millions d'euros[1]
- Pays de production :  France
- Langues originales : français, japonais
- Format : couleur, 2,35:1
- Genre : action, fantastique
- Durée : 110 minutes
- Dates de sortie : Date sujette à modification
  - France : 29 octobre 2025

## Distribution
- Orelsan : Aurélien
- Clara Choï : Nanako
- Skread
- Ablaye